# دنیل پینادو
دنیل پینادو (انگلیسی: Daniel Peinado؛ زادهٔ ۲۸ سپتامبر ۱۹۶۷) بازیکن فوتبال اهل آرژانتین است.
از باشگاه‌هایی که در آن بازی کرده‌است می‌توان به باشگاه فوتبال استودیانتس، اف‌سی دالاس، و باشگاه فوتبال لانوس اشاره کرد.